# Säventräsket
Säventräsket är en sjö i Sorsele kommun och Storumans kommun i Lappland och ingår i Umeälvens huvudavrinningsområde. Sjön har en area på 0,617 kvadratkilometer och ligger 360 meter över havet. Sjön avvattnas av vattendraget Lombäcken.

## Delavrinningsområde
Säventräsket ingår i det delavrinningsområde (723385-158065) som SMHI kallar för Utloppet av Säventräsket. Medelhöjden är 410 meter över havet och ytan är 7,92 kvadratkilometer. Räknas de 3 avrinningsområdena uppströms in blir den ackumulerade arean 83,7 kvadratkilometer. Lombäcken som avvattnar avrinningsområdet har biflödesordning 3, vilket innebär att vattnet flödar genom totalt 3 vattendrag innan det når havet efter 262 kilometer. Avrinningsområdet består mestadels av skog (69 procent) och sankmarker (13 procent). Avrinningsområdet har 0,68 kvadratkilometer vattenytor vilket ger det en sjöprocent på 8,6 procent.